# Miltochrista flammealis
Miltochrista flammealis är en fjärilsart som beskrevs av Moore 1879. Miltochrista flammealis ingår i släktet Miltochrista och familjen björnspinnare. Inga underarter finns listade i Catalogue of Life.